# Pimelodendron
Pimelodendron là một chi thực vật có hoa trong họ Đại kích (Euphorbiaceae), được Justus Carl Hasskarl mô tả lần đầu tiên năm 1855. Các loài thuộc chi này là bản địa khu vực nhiệt đới châu Á (bao gồm miền nam Thái Lan, Malaysia, Indonesia) tới Queensland (Australia).

## Mô tả
Cây gỗ đơn tính khác gốc. Vỏ màu nâu tới đỏ. Nhựa mủ ánh trắng hay vàng. Lớp lông 0 trên các cành con. Lá gần nguyên hoặc khía tai bèo, không tuyến. Lá kèm nhỏ, sớm rụng. Cụm hoa nách lá, đôi khi mọc trên thân, dạng cành hoa. Lá bắc không tuyến. Hoa đực có cuống, lá đài hợp sinh thành đài hoa 2 môi; nhị 10-16, khác biệt hoặc dính liền, ngắn hơn bao phấn; bao phấn đính đáy, hướng ngoài, nứt dọc; nhụy lép 0. Hoa cái có cuống; đài hoa hình chén, 2-3 thùy, không rụng ở quả; bầu nhụy 2-10 ngăn; noãn có nhân lộn ngược (lỗ noãn hướng về cán phôi), các lớp che phủ trong hơi dày, che phủ ngoài có mạch; các vòi nhụy con hợp lại thành đỉnh dạng đầu nhụy. Quả không nứt, dày cùi thịt. Hạt đơn độc, có mào thịt, dạng á cầu, áo hạt có sọc – mắt lưới.

## Các loài
Chi này gồm các loài sau:
- Pimelodendron amboinicum Hassk., 1855: Sulawesi, Sunda Nhỏ, Maluku, New Guinea tới quần đảo Solomon, quần đảo Bismark và Queensland.[7]
- Pimelodendron griffithianum (Müll.Arg.) Benth. ex Hook.f., 1888: Miền nam Thái Lan tới Tây Malesia.[8]
- Pimelodendron macrocarpum J.J.Sm., 1924: Tây Malesia.[9]
- Pimelodendron zoanthogyne J.J.Sm., 1924: Bắc Sumatra tới Borneo.[10]

### Chuyển đi
- Pimelodendron dispersum Elmer, 1908 là đồng nghĩa của Actephila excelsa var. javanica (Miq.) Pax & K.Hoffm., 1922